# Rubus graecensis
Rubus graecensis är en rosväxtart som beskrevs av Maurer. Rubus graecensis ingår i släktet rubusar, och familjen rosväxter. Inga underarter finns listade i Catalogue of Life.